# Кузьменко, Сергей Анатольевич
Сергей Анатольевич Кузьменко (укр. Сергій Анатолійович Кузьменко; род. 22 января 1975, Александрия, Кировоградская область) — украинский предприниматель, государственный деятель и политик. С 16 сентября 2014 года до 11 июня 2019 года — председатель Кировоградской областной государственной администрации (КОГА). Народный депутат Украины VII созыва, городской голова Александрии с 4 декабря 2020 года.

## Биография
Родился 22 января 1975 года в городе Александрия Кировоградской области.
Высшее образование получил в Кировоградском институте сельскохозяйственного машиностроения, который окончил в 1997 году по специальности «Агрономия», и в Днепропетровском региональном институте государственного управления Национальной академии государственного управления при Президенте Украины (2011 год), получив степень магистра государственного управления.
С 1997 года — агроном, а в 1997—2000 годах — заместитель председателя правления агрофирмы «Головковская» в селе Головковка.
С 2000 по 2006 год был коммерческим директором ООО «УкрАгроКом», специализирующейся в сфере сельского хозяйства, владельцем которой является его отец Анатолий Кузьменко.
Являлся депутатом Александрийской районного совета с 2002 по 2012 год, с июля 2006 по 2010 год — заместителем председателя райсовета. С 2010 по 2012 год — председатель Александрийской районной государственной администрации.
Являлся заместителем председателя Кировоградской областной государственной администрации Сергея Ларина с 1 июня по декабрь 2012 года.
На парламентских выборах 2012 года Сергей Кузьменко был выдвинут в качестве кандидата от Партии регионов по мажоритарному избирательному округу № 103 с центром в городе Александрия. Он выиграл выборы, набрав около 46 % голосов избирателей. В Верховной Раде VII созыва вошёл в состав фракции Партии регионов.
16 января 2014 проголосовал в Верховной Раде за бюджет Украины и так называемые «диктаторские» законы. 22 февраля 2014 вышел из фракции «Партии регионов», а в дальнейшем и с самой партии.

### Глава КОГА
16 сентября президент Украины Пётр Порошенко своим указом назначил Сергея Кузьменко на должность главы Кировоградской областной государственной администрации вместо Александра Петика.
Это решение вызвало протест со стороны активистов местного «Евромайдана», связывавших Кузьменко с организацией и координацией местных «титушек» в январе 2014 года.

### Мэр Александрии
Перед выборами проявил себя, как бизнесмен думающий о городе, отремонтировав парк им. Т.Шевченко («Шахтёр» по старому) и начав активным ремонт в местном кинотеатре, который находился в ужасном состоянии, после многих лет заброшенности.
25 октября 2020 года — выиграл в первом туре действующего мэра Степана Цапюка, набрав более 50 % голосов.
4 декабря 2020 года на первом заседании городского совета 9 созыва принял присягу мэра и приступил к выполнению своих обязанностей.

## Благотворительность
Сергей Кузьменко оказывает помощь больницам, детским садам, школам, общественным организациям и жителям Александрии и Александрийского района.
Ежегодно в мае ко Дню города в Александрии под патронатом Сергея Кузьменко на спортивной авто-мото трассе «Вербовая Лоза» проходят гонки на выживание на «Кубок Сергея Кузьменко по экстремальному автокроссу».
При финансовой поддержке Кузьменко также выпускалась художественная и публицистическая литература.

## Футбол
С 2010 по июль 2012 года — почётный президент профессионального футбольного клуба «УкрАгроКом».
В январе 2013 года приобрёл ПФК «Александрия», став его президентом. После сезона 2013/2014 Сергей обе команды были объединены в футбольный клуб «Александрия»

## Семья
Отец — Анатолий Кузьменко (1950 г. р.), политик и предприниматель, владелец ООО «УкрАгроКом»; мать — Лидия Ивановна (1955 г. р.). Сестра — Алёна Фесюк (Кузьменко) (1981 г. р.).
Жена — Наталья Андреевна, есть сын Иван (1998 г. р.) и дочь Анастасия (2009 г. р.).